# イタリアン・ブレイン・ロット
イタリアン・ブレイン・ロット（イタリアの脳腐れ、英語: Italian brainrot）は、発祥地不明のインターネット・ミームである。

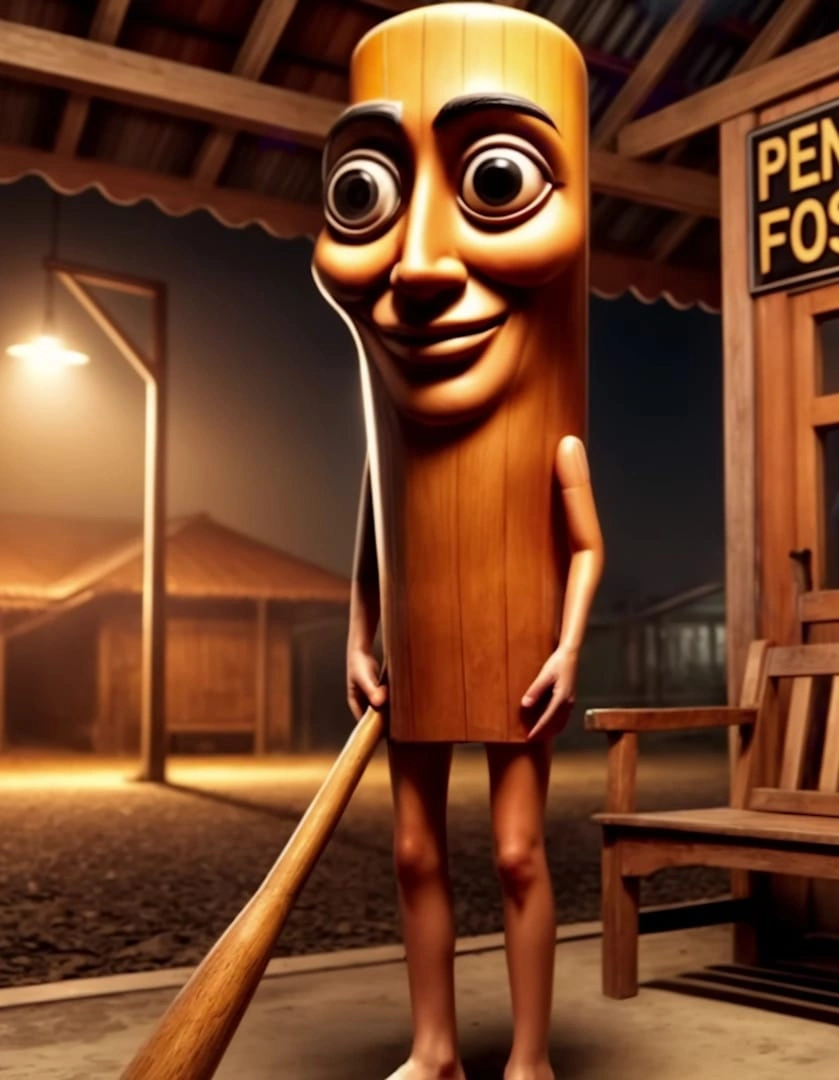
トゥントゥントゥントゥンサフール

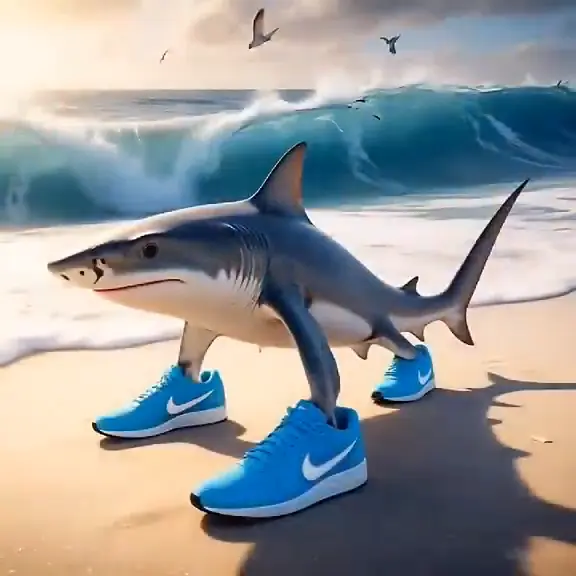
トララレロ・トラララ

## 説明
イタリアン・ブレイン・ロットは2025年1月ごろ、TikTokの現在は削除されたユーザーから投稿されたものが起源とされるが、明確なことははっきりとせず架空のものにストーリー性を与え面白が風潮自体は2020年初頭よりすでに一部で存在していたとする分析もある。名詞と名詞を組み合わせた人工知能により生成された架空のオリジナルキャラクターをおそらく人工音声と思われるイタリア語で紹介しているのが特徴であるが、倫理的または宗教的、あるいは政治的に物議をかもすような発言をしている動画もある。2025年4月ごろにこのミームが注目を集めてから、不特定多数のインターネット・ユーザーらによって自身の出身国を茶化したり自慢したり、皮肉ったようなオリジナル動画（キャラクター）も多数投稿された。そのほか、AIを用いて既存のキャラクター同士を組み合わせ、男と女の恋愛物語にしたりなどの動画も確認されている。

## 影響と懸念
一部の教員らは、生徒が授業中にこのミームのフレーズを繰り返して集中しない、また、クラス全体の授業の和を乱すため、学校でこのミームを禁止すべきだという旨を述べている。
コミュニケーション学者のヨタム・オフィールは、「キャラクターがのちに『武器化』され、カエルのペペのように政治的勢力の主張の補助として利用されるのではないかと懸念している」という旨を報道媒体に対し述べている。